# الئونورا وارگاس
الئونورا وارگاس (ایتالیایی: Eleonora Vargas) بازیگر اهل ایتالیا است.
از فیلم‌ها یا مجموعه‌های تلویزیونی که وی در آن‌ها نقش داشته است، می‌توان به هرکول و بربرهای وحشی، گلادیاتور رم و تهاجم ۱۷۰۰ اشاره نمود.